# Nowy Las (Kazimierz Dolny)
Nowy Las – część miasta Kazimierz Dolny w Polsce położona w województwie lubelskim, w powiecie puławskim, w gminie Kazimierz Dolny.
Leży w południowej części miasta. Dawniej w gminach Zastów, Rogów i  Szczekarków.